# Motešice
Motešice este o comună slovacă, aflată în districtul Trenčín din regiunea Trenčín. Localitatea se află la altitudinea de 291 m deasupra n.m., se întinde pe o suprafață de 17,39 km2 și în 2017 număra 810 locuitori.

## Istoric
Localitatea Motešice este atestată documentar din 1208.

## Demografie
| An:                | 1994 | 2004    | 2014   | 2024   |
| ------------------ | ---- | ------- | ------ | ------ |
| Număr de persoane: | 1024 | 811     | 796    | 779    |
| Diferență:         |      | −20,80% | −1,84% | −2,13% |

| An:                | 2023 | 2024   |
| ------------------ | ---- | ------ |
| Număr de persoane: | 781  | 779    |
| Diferență:         |      | −0,25% |